# Perth
Perth este capitala și cel mai mare oraș al statului Australia de Vest. Este al patrulea oraș ca mărime din Australia dupa Sydney,Melbourne,Brisbane.
Situat pe râul Swan, la 16 km de izvoarele sale, a fost întemeiat în 1829.

## Întemeierea
Numele orașului Perth se trage de la comitatul scoțian Pertshire. În preajma anului 1829, în partea de sud-vest a Australiei a fost întemeiată o așezare care a primit drepturi de oraș în anul 1856. La început, această regiune era considerată
foarte inospitalieră, iar oamenii nu erau dispuși să se stabilească nici măcar pe fâșia litorală, îngustă acoperită de verdeață.
Situația s-a schimbat însa radical când, în 1893, a fost descoperit aur în apropiere de Kalgoorlie, în centrul Australiei de Vest.
Perspectiva îmbogățirii rapide a atras în aceste ținuturi mulți coloniști din estul continentului. Deși febra aurului s-a stins cu timpul, ei s-au stabilit definitiv în Perth.
La granița dintre secolele al XIX-lea și al XX-lea, orașul a devenit un important nod de comunicație al Australiei de Vest. Înflorirea și consolidarea bunăstării orașului s-au datorat extinderii portului din Fremantle, precum și construirii liniei transcontinentale de cale ferată în anul 1917. Distanța față de Adelaide(Australia de Sud): 2.700 km !

## Turism
Cu vremea, opinia publică a aflat că Perth nu este numai un centru economic atrăgător, ci și un loc ideal pentru recreere. Plajele minunate de pe malul Oceanului Indian aduc astăzi venituri însemnate capitalei Australiei de Vest, cautate pentru activitati de surfing, snorkeling si scuba-diving . De asemenea, numeroasele hoteluri de wellness si spa sunt cautate de o multime de turisti care vin aici pentru tratament si bunastare generala. 
Printre înotatori, avertismentul "shark alarm" ("pericol de rechini") trezește spaima. Incidentele în care sunt implicați temuții prădători mari veniți prea aproape de țărm sunt rare, apele din apropierea coastei fiind supravegheate permanent de elicoptere și de avioane. De regulă, înotătorii sunt avertizați din timp când din valuri răsar aripioarele dorsale ale rechinilor, astfel încat multe tragedii sunt evitate.
Apele din largul orașului Perth cuprind un univers fascinant pentru amatorii de scufundări, care ascund epavele numeroaselor nave scufundate aici.
Cel mai plin de viață cartier al orașului este Subiaco, întemeiat de călugări benedictini italieni în 1851.

## Învățământ
Regiunea din jurul orașului Perth pregătește numeroși studenți în instituții de învatamant, precum Universitatea Australiei de Vest, Universitatea Murdoch, Universitatea de Tehnologie Curtin sau Universitatea Eith Cowan.

## Muzee
În Galeria de Artă Aborigena pot fi admirate desene pe scoarță, bumeranguri și obiecte împletite care aparțin locuitorilor inițiali ai acestor teritorii, aborigenii.

## Clima
Subtropicală. Temperaturile medii multianuale sunt de +22 °C în ianuarie și de +14 °C în iulie. Temperatura apelor tot timpul anului, aprox. +19 °C.
| Date climatice pentru Perth, Western Australia                                                  | Date climatice pentru Perth, Western Australia | Date climatice pentru Perth, Western Australia | Date climatice pentru Perth, Western Australia | Date climatice pentru Perth, Western Australia | Date climatice pentru Perth, Western Australia | Date climatice pentru Perth, Western Australia | Date climatice pentru Perth, Western Australia | Date climatice pentru Perth, Western Australia | Date climatice pentru Perth, Western Australia | Date climatice pentru Perth, Western Australia | Date climatice pentru Perth, Western Australia | Date climatice pentru Perth, Western Australia | Date climatice pentru Perth, Western Australia |
| Luna                                                                                            | Ian                                            | Feb                                            | Mar                                            | Apr                                            | Mai                                            | Iun                                            | Iul                                            | Aug                                            | Sep                                            | Oct                                            | Nov                                            | Dec                                            | Anual                                          |
| ----------------------------------------------------------------------------------------------- | ---------------------------------------------- | ---------------------------------------------- | ---------------------------------------------- | ---------------------------------------------- | ---------------------------------------------- | ---------------------------------------------- | ---------------------------------------------- | ---------------------------------------------- | ---------------------------------------------- | ---------------------------------------------- | ---------------------------------------------- | ---------------------------------------------- | ---------------------------------------------- |
| Maxima medie °C (°F)                                                                            | 31.2 (88,2)                                    | 31.7 (89,1)                                    | 29.6 (85,3)                                    | 25.9 (78,6)                                    | 22.3 (72,1)                                    | 19.4 (66,9)                                    | 18.4 (65,1)                                    | 19.1 (66,4)                                    | 20.3 (68,5)                                    | 23.3 (73,9)                                    | 26.5 (79,7)                                    | 29.1 (84,4)                                    | 24,7 (76,5)                                    |
| Media zilnică °C (°F)                                                                           | 25.0 (77)                                      | 25.1 (77,2)                                    | 23.1 (73,6)                                    | 19.9 (67,8)                                    | 16.4 (61,5)                                    | 14.0 (57,2)                                    | 13.1 (55,6)                                    | 13.7 (56,7)                                    | 15.0 (59)                                      | 17.4 (63,3)                                    | 20.4 (68,7)                                    | 22.8 (73)                                      | 18,8 (65,8)                                    |
| Minima medie °C (°F)                                                                            | 18.1 (64,6)                                    | 18.4 (65,1)                                    | 16.6 (61,9)                                    | 13.8 (56,8)                                    | 10.5 (50,9)                                    | 8.6 (47,5)                                     | 7.7 (45,9)                                     | 8.3 (46,9)                                     | 9.6 (49,3)                                     | 11.4 (52,5)                                    | 14.2 (57,6)                                    | 16.4 (61,5)                                    | 12,8 (55)                                      |
| Minima istorică °C (°F)                                                                         | 8.9 (48)                                       | 8.7 (47,7)                                     | 6.3 (43,3)                                     | 4.1 (39,4)                                     | 1.3 (34,3)                                     | −0.7 (30,7)                                    | 0.0 (32)                                       | 1.3 (34,3)                                     | 1.0 (33,8)                                     | 2.2 (36)                                       | 5.0 (41)                                       | 7.9 (46,2)                                     | −0,7 (30,7)                                    |
| Ploaie mm (inches)                                                                              | 15.4 (0.606)                                   | 8.8 (0.346)                                    | 20.5 (0.807)                                   | 36.5 (1.437)                                   | 90.2 (3.551)                                   | 126.7 (4.988)                                  | 144.7 (5.697)                                  | 122.4 (4.819)                                  | 89.6 (3.528)                                   | 39.5 (1.555)                                   | 23.8 (0.937)                                   | 9.9 (0.39)                                     | 734,5 (28,917)                                 |
| Umiditate [%]                                                                                   | 39                                             | 38                                             | 39                                             | 46                                             | 50                                             | 56                                             | 57                                             | 54                                             | 53                                             | 46                                             | 44                                             | 41                                             | 47                                             |
| Nr. de zile cu precipitații                                                                     | 2.4                                            | 2.1                                            | 4.1                                            | 6.7                                            | 11.1                                           | 15.2                                           | 16.9                                           | 15.7                                           | 15.3                                           | 8.7                                            | 6.3                                            | 3.9                                            | 108,4                                          |
| Ore însorite                                                                                    | 360.6                                          | 314.9                                          | 295.5                                          | 246.0                                          | 211.7                                          | 180.6                                          | 188.4                                          | 219.8                                          | 232.4                                          | 299.8                                          | 320.4                                          | 359.4                                          | 3.229,5                                        |
| Sursă: Bureau of Meteorology Temperatures: 1993–2012; Extremes: 1897–2015; Rain data: 1876–2012 |                                                |                                                |                                                |                                                |                                                |                                                |                                                |                                                |                                                |                                                |                                                |                                                |                                                |

| Date climatice pentru Kalamunda | Date climatice pentru Kalamunda | Date climatice pentru Kalamunda | Date climatice pentru Kalamunda | Date climatice pentru Kalamunda | Date climatice pentru Kalamunda | Date climatice pentru Kalamunda | Date climatice pentru Kalamunda | Date climatice pentru Kalamunda | Date climatice pentru Kalamunda | Date climatice pentru Kalamunda | Date climatice pentru Kalamunda | Date climatice pentru Kalamunda | Date climatice pentru Kalamunda |
| Luna                            | Ian                             | Feb                             | Mar                             | Apr                             | Mai                             | Iun                             | Iul                             | Aug                             | Sep                             | Oct                             | Nov                             | Dec                             | Anual                           |
| ------------------------------- | ------------------------------- | ------------------------------- | ------------------------------- | ------------------------------- | ------------------------------- | ------------------------------- | ------------------------------- | ------------------------------- | ------------------------------- | ------------------------------- | ------------------------------- | ------------------------------- | ------------------------------- |
| Maxima medie °C (°F)            | 30.4 (86,7)                     | 30.3 (86,5)                     | 27.7 (81,9)                     | 23.8 (74,8)                     | 19.0 (66,2)                     | 16.4 (61,5)                     | 15.4 (59,7)                     | 16.3 (61,3)                     | 18.3 (64,9)                     | 20.6 (69,1)                     | 24.5 (76,1)                     | 28.0 (82,4)                     | 22,6 (72,7)                     |
| Minima medie °C (°F)            | 16.2 (61,2)                     | 16.3 (61,3)                     | 15.3 (59,5)                     | 13.4 (56,1)                     | 10.8 (51,4)                     | 9.1 (48,4)                      | 8.0 (46,4)                      | 8.1 (46,6)                      | 9.2 (48,6)                      | 10.1 (50,2)                     | 12.5 (54,5)                     | 14.6 (58,3)                     | 12,0 (53,6)                     |
| Precipitații mm (inches)        | 11.9 (0.469)                    | 17.6 (0.693)                    | 22.7 (0.894)                    | 55.7 (2.193)                    | 144.3 (5.681)                   | 216.2 (8.512)                   | 213.8 (8.417)                   | 165.9 (6.531)                   | 102.1 (4.02)                    | 70.5 (2.776)                    | 28.6 (1.126)                    | 19.6 (0.772)                    | 1.065,9 (41,965)                |
| Sursă:                          |                                 |                                 |                                 |                                 |                                 |                                 |                                 |                                 |                                 |                                 |                                 |                                 |                                 |

| Date climatice pentru Jandakot Airport  | Date climatice pentru Jandakot Airport | Date climatice pentru Jandakot Airport | Date climatice pentru Jandakot Airport | Date climatice pentru Jandakot Airport | Date climatice pentru Jandakot Airport | Date climatice pentru Jandakot Airport | Date climatice pentru Jandakot Airport | Date climatice pentru Jandakot Airport | Date climatice pentru Jandakot Airport | Date climatice pentru Jandakot Airport | Date climatice pentru Jandakot Airport | Date climatice pentru Jandakot Airport | Date climatice pentru Jandakot Airport |
| Luna                                    | Ian                                    | Feb                                    | Mar                                    | Apr                                    | Mai                                    | Iun                                    | Iul                                    | Aug                                    | Sep                                    | Oct                                    | Nov                                    | Dec                                    | Anual                                  |
| --------------------------------------- | -------------------------------------- | -------------------------------------- | -------------------------------------- | -------------------------------------- | -------------------------------------- | -------------------------------------- | -------------------------------------- | -------------------------------------- | -------------------------------------- | -------------------------------------- | -------------------------------------- | -------------------------------------- | -------------------------------------- |
| Maxima medie °C (°F)                    | 31.4 (88,5)                            | 31.7 (89,1)                            | 29.7 (85,5)                            | 25.8 (78,4)                            | 22.0 (71,6)                            | 19.0 (66,2)                            | 17.9 (64,2)                            | 18.7 (65,7)                            | 22.0 (71,6)                            | 22.8 (73)                              | 26.2 (79,2)                            | 29.1 (84,4)                            | 24,5 (76,1)                            |
| Minima medie °C (°F)                    | 16.8 (62,2)                            | 17.1 (62,8)                            | 15.4 (59,7)                            | 12.4 (54,3)                            | 9.4 (48,9)                             | 7.4 (45,3)                             | 6.77 (44,19)                           | 7.1 (44,8)                             | 8.3 (46,9)                             | 9.6 (49,3)                             | 12.6 (54,7)                            | 14.6 (58,3)                            | 11,5 (52,7)                            |
| Minima istorică °C (°F)                 | 4.7 (40,5)                             | 6.5 (43,7)                             | 1.6 (34,9)                             | 2.3 (36,1)                             | −0.6 (30,9)                            | −3.4 (25,9)                            | −2.8 (27)                              | −1.4 (29,5)                            | −1.3 (29,7)                            | −1 (30,2)                              | 0.8 (33,4)                             | 3.2 (37,8)                             | −3,4 (25,9)                            |
| Ploaie mm (inches)                      | 13.8 (0.543)                           | 16.3 (0.642)                           | 16.1 (0.634)                           | 42.3 (1.665)                           | 107.3 (4.224)                          | 156.6 (6.165)                          | 173.7 (6.839)                          | 126.0 (4.961)                          | 88.0 (3.465)                           | 46.0 (1.811)                           | 29.1 (1.146)                           | 10.5 (0.413)                           | 821,0 (32,323)                         |
| Sursă: Australian Bureau of Meteorology |                                        |                                        |                                        |                                        |                                        |                                        |                                        |                                        |                                        |                                        |                                        |                                        |                                        |

## Demografie
| Anul       | Pop.    | ±%      |
| ---------- | ------- | ------- |
| 1854       | 4.001   | —       |
| 1859       | 6.293   | +57.3%  |
| 1870       | 8.220   | +30.6%  |
| 1881       | 9.955   | +21.1%  |
| 1891       | 16.694  | +67.7%  |
| 1901       | 67.431  | +303.9% |
| 1911       | 116.181 | +72.3%  |
| 1921       | 170.213 | +46.5%  |
| 1933       | 230.340 | +35.3%  |
| 1947       | 302.968 | +31.5%  |
| 1954       | 395.049 | +30.4%  |
| 1961       | 475.398 | +20.3%  |
| 1966       | 559.298 | +17.6%  |
| 1971       | 703.199 | +25.7%  |
| Sursa: ABS |         |         |

| Anul | Pop.      | ±%     |
| --- | --------- | ------ |
| 1971 | 744.600   | —      |
| 1976 | 845.700   | +13.6% |
| 1981 | 941.479   | +11.3% |
| 1986 | 1.075.959 | +14.3% |
| 1991 | 1.226.115 | +14.0% |
| 1996 | 1.344.378 | +9.6%  |
| 2001 | 1.452.058 | +8.0%  |
| 2006 | 1.590.007 | +9.5%  |
| 2008 | 1.687.815 | +6.2%  |
| 2010 | 1.785.076 | +5.8%  |
| Sursa: ABS Note: Greater Perth includes the City of Mandurah and part of the Shire of Murray, south of Perth. |           |        |

## Economie
Traficul anual de mărfuri în port (Fremantle): 18.000.000 tone.

## Personalități marcante
- Kerry Anne Wells, fotomodel, Miss Univers în 1972
- Heath Ledger, actor - 1979 - 2008